# Чайковський Юрій Богданович
Чайковський Юрій Богданович (29 червня 1951, Київ — 3 березня 2022, там само) — український науковець у галузі гістології, ембріології, нейроморфолог, доктор медичних наук України, професор, завідувач кафедри гістології та ембріології Національного медичного університету ім. О. О. Богомольця. Також член-кореспондент Національної академії медичних наук України, член Міжнародної академії патології, президент Наукового товариства АГЕТ України (анатомів, гістологів, ембріологів та топографоанатомів). Лауреат Державної премії України, премії імені В. П. Комісаренка НАН України, премії НАМН України. Заслужений діяч науки та техніки України (2001).

## Життєпис
29 червня 1951 року в родині київських філологів з'явився на світ майбутній учений-морфолог Юрій Чайковський. 1968 року він закінчив середню школу з золотою медаллю, а 1974 — з відзнакою  Київський медичний інститут та продовжив навчання в аспірантурі на кафедрі нормальної анатомії того ж інституту. Навчання в аспірантурі, робота над кандидатською дисертацією рос. Микроваскуляризация седалищного нерва в условиях его де- и регенерации, захищеною 1978 року під керівництвом професорів І. Є. Кефелі та А. К. Коломійцева, стали основою формування майбутнього керівника відомої на сьогодні школи нейроморфологів. Не останню роль у формуванні наукового світогляду Ю. Б. Чайковського зіграла рідна сестра батька Юрія Богдановича — Ірина Йосипівна Чайковська — відомий анатом, організатор і завідувачка кафедри нормальної анатомії Луганського медичного інституту протягом майже 30 років.
Починаючи з 1981 року Юрій Богданович працював асистентом, старшим викладачем і доцентом на кафедрі оперативної хірургії та топографічної анатомії Київського інституту вдосконалення лікарів. 1992 року його було обрано за конкурсом на посаду завідувача кафедри гістології та ембріології Національного медичного університету імені О. О. Богомольця, яку він обіймає до теперішнього часу.

## Наукова діяльність
Вдалі експерименти з трансплантації кріоконсервованих нервів у тварин стали основою захищеної 1989 року докторської дисертації рос. Регенерация периферического нерва в условиях его ауто- и аллопластики. 
Наукова школа нейроморфології, створена разом із численними учнями та послідовниками й очолювана Юрієм Богдановичем, набула високого рейтингу в Україні та за кордоном. Ю. Б. Чайковський підготував п'ятьох докторів і 24 кандидатів наук. Він бере активну участь у міжнародних конгресах із особистими доповідями, організації з'їздів морфологів України, працює у Науковому товаристві анатомів, гістологів, ембріологів та топографоанатомів України, президентом якого є вже 14-й рік поспіль, бере участь у роботі редколегій багатьох наукових медичних журналів.
Як ученого Ю. Б. Чайковського відрізняють цілеспрямованість, наукова ерудиція й організаторські здібності. Його наукові розробки характеризуються фундаментальністю, сучасним методичним рівнем і прикладним значенням. До видатних наукових здобутків ювіляра відноситься встановлення можливості збереження життєздатності клітин периферійної нейроглії за умов кріоконсервації при температурі рідкого азоту; доведення того, що інгібітори протеолітичних ферментів, інгібітори лейкотрієнів та інші протизапальні препарати стимулюють регенерацію нервових стовбурів; вивчив гемомікроциркуляторне русло, нейро-вазальні та нейро-десмальні взаємовідношення у периферичних нервах; з'ясував морфологічні особливості розвитку хронічного гастриту і гастродуоденіту за умов експериментальної хронічної інфекції носоглотки, структурні механізми саногенезу гнійних і негнійних ран шкіри при застосуванні сорбентів; розробка та вивчення нових біологічно обґрунтованих методів мікрохірургічної ауто- й аллонейропластики, які полягають у спрямованому впливі на реактивні зміни тканин у ділянці травми та забезпечують активізацію відновних процесів. Останніми роками Ю. Б. Чайковський активно співпрацює з Інститутом фізики напівпровідників імені В. Є. Лашкарьова й Інститутом генетичної та регенеративної медицини. Результатом стали важливі дані про взаємодію з нанокристалами кремнію нервових волокон, що регенерують, та про вплив стовбурових клітин на відновлення периферичного нерву. Творчий доробок ученого складає понад 700 наукових праць, 27 патентів, три підручники та дев'ять монографій.  Підготував 8 докторів і 27 кандидатів наук.
Юрій Богданович виконує велику адміністративну роботу — протягом 1994—2000 років був проректором з міжнародних зв'язків Національного медичного університету імені О. О. Богомольця, протягом 2000—2011 років — начальником атестаційного відділу ВАК України, з 2012 до 2015 року — проректором з наукової роботи Національного медичного університету імені О. О. Богомольця. Він є членом спеціалізованої вченої ради з морфологічних спеціальностей у Національному медичному університеті імені О. О. Богомольця.

## Звання і нагороди
Матеріали дисертації Ю. Б. Чайковського було впроваджено у практичну медицину і високо оцінені колегами та громадськістю. За цю працю разом із колективом співавторів 1996 року Юрій Богданович отримав Державну премію України в галузі науки і техніки. Згодом були й інші нагороди — премія Академії медичних наук України (2010) і почесне звання Заслуженого діяча науки і техніки України 2001 року, а також премія імені В. П. Комісаренка Національної академії наук України 2010 року. Заслужений діяч науки і техніки України (2001). Має знак «Петро Могила» - 2008 р, Почесну грамоту МОЗ України – 2016 р.